# Hichem Guirat
Hichem Guirat (M'saken, 1960. október 11. –) tunéziai nemzetközi labdarúgó-játékvezető. Polgári foglalkozása közegészségügyi tisztviselő.

## Pályafutása
1994-ben lett az I. Liga játékvezetője. A nemzeti játékvezetéstől 2005-ben vonult vissza.
A Tunéziai labdarúgó-szövetség Játékvezető Bizottsága (JB) 1996-ban terjesztette fel nemzetközi játékvezetőnek, a Nemzetközi Labdarúgó-szövetség (FIFA) bíróinak keretébe. Az aktív nemzetközi játékvezetéstől 2005-ben a FIFA JB 45 éves korhatárát elérve búcsúzott.
Az 1999-es U17-es labdarúgó-világbajnokságon a FIFA JB bírókénr alkalmazta.
| Időpont            | Helyszín                        | Mérkőzés típusa              | Mérkőzés              | Eredmény | Nézők száma |
| ------------------ | ------------------------------- | ---------------------------- | --------------------- | -------- | ----------- |
| 1999. november 11. | North Harbour Stadion, Auckland | csoportmérkőzés (A. csoport) | Uruguay–Lengyelország | 1 – 1    | 3623        |
| 1999. november 19. | QE II Stadion, Christchurch     | csoportmérkőzés (C. csoport) | Németország–Brazília  | 0 – 0    | 6500        |

A 2001-es ifjúsági labdarúgó-világbajnokságon a FIFA JB játékvezetői feladatok ellátásával bízta meg.
| Időpont          | Helyszín                             | Mérkőzés típusa              | Mérkőzés         | Eredmény | Nézők száma |
| ---------------- | ------------------------------------ | ---------------------------- | ---------------- | -------- | ----------- |
| 2001. június 17. | Malvinas Argentinas Stadion, Mendoza | csoportmérkőzés (C. csoport) | Amerika–Kína     | 0 – 1    | 7500        |
| 2001. június 23. | Olimpiai Stadion, Córdoba            | csoportmérkőzés (B. csoport) | Németország–Irak | 3 – 1    | 2000        |

A 2002-es labdarúgó-világbajnokság és a 2006-os labdarúgó-világbajnokság selejtezőin a FIFA JB játékvezetőként alkalmazta. Selejtező mérkőzéseket a AFC zónában vezetett.
| Időpont            | Helyszín                                | Mérkőzés típusa                                                  | Mérkőzés                   | Eredmény | Nézők száma |
| ------------------ | --------------------------------------- | ---------------------------------------------------------------- | -------------------------- | -------- | ----------- |
| 2000. április 20.  | Nemzetközi Stadion, Kairó               | 2002-es labdarúgó-világbajnokság előselejtező (D. csoport)       | Mauritius–Egyiptom         | 0 – 2    | 40 000      |
| 2000. július 9.    | Nemzeti Stadion, Monrovia               | 2002-es labdarúgó-világbajnokság előselejtező (B. csoport)       | Libéria–Nigéria            | 2 – 1    | 50 000      |
| 2001. február 26.  | 1962. július 5. Stadion, Algír          | 2002-es labdarúgó-világbajnokság előselejtező (C. csoport)       | Algéria–Namíbia            | 1 – 0    | 30 000      |
| 2001. május 4.     | 1962. július 5. Stadion, Algír          | 2002-es labdarúgó-világbajnokság előselejtező (C. csoport)       | Algéria–Marokkó            | 1 – 2    | 15 000      |
| 2001. július 29.   | Liberation Stadion, Port Harcourt       | 2002-es labdarúgó-világbajnokság előselejtező (B. csoport)       | Nigéria–Ghána              | 3 – 0    | 17 000      |
| 2003. november 16. | Március 28. Stadion, Bengázi            | 2006-os labdarúgó-világbajnokság előselejtező (első kör)         | Líbia–São Tomé és Príncipe | 8 – 0    | 20 000      |
| 2004. június 20.   | Városi Stadion, Alexandria              | 2006-os labdarúgó-világbajnokság előselejtező (2/3. kör/csoport) | Egyiptom–Elefántcsontpart  | 1 – 2    | 13 000      |
| 2005. március 27.  | Félix Houphouët-Boigny Stadion, Abidjan | 2006-os labdarúgó-világbajnokság előselejtező (2/3. kör/csoport) | Elefántcsontpart–Benin     | 3 – 0    | 35 000      |
| 2005. június 18.   | Léopold Sédar Senghor Stadion, Dakar    | 2006-os labdarúgó-világbajnokság előselejtező (2/1. kör/csoport) | Szenegál–Togo              | 2 – 2    | 50 000      |

A 2004-es afrikai nemzetek kupája tornán a CAF JB hivatalnokként foglalkoztatta.
| Időpont          | Helyszín                | Mérkőzés típusa              | Mérkőzés           | Eredmény | Nézők száma |
| ---------------- | ----------------------- | ---------------------------- | ------------------ | -------- | ----------- |
| 2004. február 4. | Olimpiai Stadion, Szúza | csoportmérkőzés (D. csoport) | Marokkó–Dél-Afrika | 1 – 1    | 9000        |

1 nemzetközi kupadöntőt vezetett.
| Időpont         | Helyszín                  | Mérkőzés típusa | Mérkőzés                    | Eredmény |
| --------------- | ------------------------- | --------------- | --------------------------- | -------- |
| 2003. február 7 | Nemzetközi Stadion, Kairó | döntő           | Ez-Zamálek–Vidad Casablanca | 3 – 1    |

## Sportvezetőként
Aktív pályafutását befejezve CAF/FIFA JB ellenőrekét tevékenykedik.